# 山田英伸
山田 英伸（やまだ ひでのぶ、1964年2月13日 - ）は、元競輪選手。日本競輪学校第51期卒業。現役時は日本競輪選手会神奈川支部所属。

## 戦績
法政大学第二高等学校在学中の1981年、全国高等学校選抜自転車競技大会（明石自転車競技場）のスプリントで優勝。卒業後は日本競輪学校に入学し、卒業後の1983年4月14日に大津びわこ競輪場でデビューし3着。初勝利は同年4月15日の同場。
1985年、日本選手権競輪（立川競輪場）の準決勝で、逃げる清嶋彰一の番手を巡って、井上茂徳と最終ホーム通過付近から半周以上に亘って相譲らず競り合い、結果双方失格となったが、この一戦は、山田の名を知らしめる結果とあいまった。同年の全日本新人王戦では、同期の本田晴美マークからゴール直前追い込み優勝している。
その後も1992年の競輪祭と1993年のオールスター競輪で決勝に進出し、長い間活躍を続けていたが、2015年12月27日の小田原競輪場第2R・A級チャレンジ一般戦2着を最後として、2016年1月14日に選手登録を消除し引退。通算で2664戦189勝・2着390回・3着447回という成績を残した。

## 主な獲得タイトル
- 1985年 - 競輪祭新人王戦（小倉競輪場）